# Strada nazionale 13 (Marocco)
La strada nazionale 13 (N 13) in Marocco è una strada che collega Taouz a Fnideq.